# Lindsdal
Lindsdal – miejscowość (tätort) w Szwecji, w regionie administracyjnym (län) Kalmar, w gminie Kalmar.
Według danych Szwedzkiego Urzędu Statystycznego liczba ludności wyniosła: 5709 (31 grudnia 2015), 5946 (31 grudnia 2018) i 5958 (31 grudnia 2019).